# Alga (Kadamdschai)
Alga (kirgisisch Алга) ist ein Dorf im Oblus Batken (Kirgisistan) mit 4307 Einwohnern (Stand 2022).

## Geographie
Das Dorf liegt im Rajon Kadamdschai direkt an der Grenze zwischen Kirgisistan und Usbekistan, auf deren anderer Seite das usbekische Dorf Chimyon liegt.

## Bevölkerung
| Jahr | Einwohner |
| ---- | --------- |
| 2009 | 2542      |
| 2022 | 4186      |